# Isognathus congratulans
Isognathus congratulans is een vlinder uit de familie van de pijlstaarten (Sphingidae). De wetenschappelijke naam van de soort is voor het eerst geldig gepubliceerd in 1867 door Augustus Radcliffe Grote.